# 399

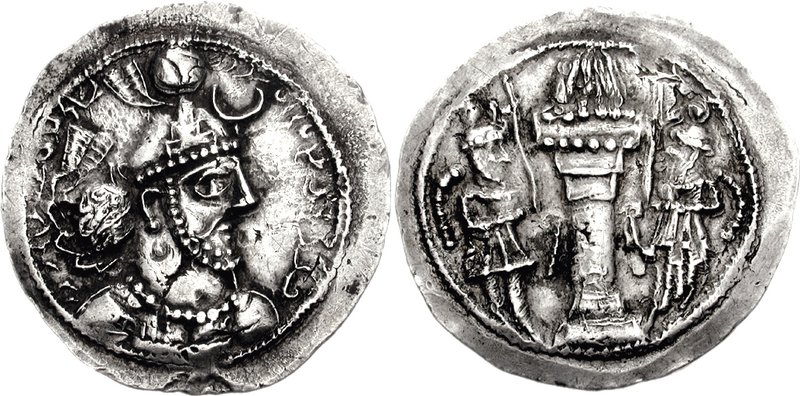
Koning Yazdagird I (r. 399 - 420)

Het jaar 399 is het 99e jaar in de 4e eeuw volgens de christelijke jaartelling.

## Gebeurtenissen

### Klein-Azië
- Keizer Arcadius laat zich beïnvloeden door de hofeunuch en adviseur Eutropius. Hij benoemt hem tot consul, maar wordt door de intriges van zijn vrouw Aelia Eudoxia geëxecuteerd.
- Gotische opstand van Tribigild: In Anatolië breekt een opstand uit onder de Goten aangevoerd door Tribigild.

### Perzië
- Koning Yazdagird I (r. 399 - 420) volgt Bahram IV op als heerser van het Perzische Rijk. Hij voert hervormingen door en staat open voor de verspreiding van het christendom in zijn rijk.

### Italië
- Keizer Honorius vaardigt een wet uit die spektakels, Gladiatorspelen en paardenrennen verbiedt. De openbare spelen (ludi) worden definitief niet meer georganiseerd.
- Paus Anastasius I (r. 399 - 401) volgt Siricius op als de 39e paus van Rome. Hij onderhoudt betrekkingen met Augustinus van Hippo en wordt door hem hoog gewaardeerd.

### China
- Lente - Fa Hsien, Chinese boeddhistische monnik, begint een bedevaart naar de heilige plaatsen in India en Sri Lanka. Hij volgt met vier monniken de Zijderoute naar Hotan en verblijft daar 3 maanden, in afwachting van een religieus feest waarbij de stad met bloemen en vaandels wordt versierd.

## Geboren
- 19 januari - Aelia Pulcheria, keizerin van het Byzantijnse Rijk (overleden 453)

## Overleden
- Bahram IV, koning van de Sassaniden (Perzië)
- Eutropius, Romeins consul en eunuch
- Evagrius van Pontus (54), christelijke monnik en woestijnvader
- 7 februari - Nintoku, keizer van Japan (waarschijnlijke datum)
- 26 november - Siricius, paus van de Katholieke Kerk